# 南常盤台
南常盤台（日语：／ Minami-tokiwadai */?）是東京都板橋區的町名。現行行政地名為南常盤台一丁目～二丁目。
板橋區全域已實施住居表示。

## 地理
位於板橋區南部。東南端接石神井川。北鄰常盤台，東與彌生町以石神井川為界，南連東山町，西南通東新町。北邊有東武東上線、南邊有國道254號（川越街道）、一丁目東部有東京都道318號環狀七號線（環七通）通過。町域東側為南常盤台一丁目，西側為二丁目。一丁目是常盤台站北口的商業區。二丁目以住宅區為主。

### 地形
- 屬武藏野台地成增台高地。除了一丁目東部向石神井川傾斜，其他地區大致平坦。

### 河川
- 石神井川（日语：石神井川）

### 地價
依據2014年（平成26年）1月1日的公告地價，南常盤台2-25-5的住宅地價為43萬1000日圓/m2。

## 歷史
廢藩置縣實施前屬武藏國豐島郡上板橋村字原（はら）、字向屋敷（むかいやしき）等。

### 沿革
- 天祖神社的創建年代不明。傳聞是後深草天皇時代（13世紀中期）勸請伊勢神宮天照大御神而創立。
- 1457年（長祿元年）左右：太田道灌開拓川越街道。
- 1639年（寛永16年）：川越城主松平信綱下令整備川越街道為中山道脇往還。
- 1871年（明治4年）：廢藩置縣，編入東京府。實施大區小區制（日语：大区小区制）。
- 1878年（明治11年）：依據郡區町村編制法（日语：郡区町村編制法）設置北豐島郡，為東京府北豐島郡上板橋村。
- 1914年（大正3年）：東上鐵道開通，未在本地設站。
- 1932年（昭和7年）10月1日：東京府內市郡合併，板橋區成立，為東京府東京市板橋區（舊）上板橋町二、三、四丁目。（1943年8月1日東京都制施行）
- 1935年（昭和10年）10月20日：東武東上線武藏常盤站開業。
- 1947年（昭和22年）：上板橋第一中學校開校。
- 1949年（昭和24年）：因設置車站南口，天祖神社讓出一半土地。南口在1950年竣工。
- 1951年（昭和26年）：武藏常盤站改稱常盤台站。
- 1960年（昭和35年）：地番整理，（舊）上板橋町二、三、四丁目各一部分合併成立東京都板橋區南常盤台一丁目～二丁目。
- 1964年（昭和39年）：東京都道318號環狀七號線（環七通）開通。
- 1972年（昭和47年）：吉屋常盤台店開店。

### 地名由來
1960年地番整理時，因位於常盤台住宅地南側而命名。

## 交通

### 鐵道
- 東武鐵道
  - 東武東上線：常盤台站－僅停靠各站停車。
    - 上行：池袋方向
    - 下行：成增、川越市、寄居方向

### 巴士
- 國際興業巴士（日语：国際興業バス）、關東巴士（共同運行）
  - 南常盤台
    - 赤31：往赤羽站東口、往高圓寺站北口
- 都營巴士
  - 南常盤台
    - 王78：往王子站、行經高圓寺陸橋往新宿站西口
- 國際興業巴士　
  - 常盤台站入口（ときわ台駅入口）
    - 光02：往池袋站東口、往光丘站

### 道路
- 國道254號（川越街道）
- 東京都道318號環狀七號線（環七通）
- 從環七通的南常盤台巴士站往超市「吉屋」常盤台店的上坡，在過去是舊川越街道下頭橋往天祖神社的脇道，草木叢生，在白天也十分幽暗，因而稱作「暗闇坂」。

## 設施
一丁目
- 板橋區立上板橋第一中学校（日语：板橋区立上板橋第一中学校）
- 吉屋（よしや）常盤台店
- 板橋南常盤台郵便局

二丁目
- 天祖神社
- 板橋消防署常盤台出張所

## 備註
1. ↑  .   [2014-10-05]. （原始内容存档于2014-09-14）.
2. ↑  『角川日本地名大辞典 13 東京都』，角川書店，1991年再版，P795
3. ↑  『いたばしの地名』板橋区教育委員会，1995年，P189-190
4. ↑  .   [2014-10-05]. （原始内容存档于2014-10-06）.